# Benthuizen
Benthuizen est un village dans la commune néerlandaise d'Alphen-sur-le-Rhin et avant 2014 dans la commune de Rijnwoude, dans la province de la Hollande-Méridionale. Le 1er janvier 2007, le village comptait 3 409 habitants.
Jusqu'en 1991 le village fut une commune indépendante. Le 1er janvier 1991, Benthuizen a formé avec Koudekerk aan den Rijn et Hazerswoude la commune de Rijneveld, renommé Rijnwoude en 1993.